# 1457
- Wikisource

| Calendário gregoriano                                                        | 1457 MCDLVII                                         |
| Ab urbe condita                                                              | 2210                                                 |
| Calendário arménio                                                           | 906 – 907                                            |
| Calendário bahá'í                                                            | -387 – -386                                          |
| Calendário budista                                                           | 2001                                                 |
| Calendário chinês                                                            | 4153 – 4154 Início a 26 de janeiro (aproximadamente) |
| Calendário copta                                                             | 1173 – 1174                                          |
| Calendário etíope                                                            | 1449 – 1450                                          |
| Calendários hindus - Vikram Samvat - Calendário nacional indiano - Cáli Iuga | 1512 – 1513 1378 – 1379 4557 – 4558                  |
| Calendário Holoceno                                                          | 11457                                                |
| Calendário islâmico                                                          | 861 – 862                                            |
| Calendário judaico                                                           | 5217 – 5218                                          |
| Calendário persa                                                             | 835 – 836                                            |
| Calendário rúnico                                                            | 1707                                                 |
| Calendário solar tailandês                                                   | 2000                                                 |

1457 (MCDLVII na numeração romana) foi um ano comum do século XV do Calendário Juliano, da Era de Cristo, a sua letra dominical foi A (52 semanas), teve início a um domingo e terminou também a um domingo.
| Ano completo                    |
| ------------------------------- |
| Ano comum com início ao domingo |

## Eventos
- Criação da cidade de Tóquio, no Japão.
- 18 de Maio - Fundação de uma grande fazenda na Madalena do Mar por Henrique Alemão.
- Carlos VIII da Suécia é declarado deposto. O arcebispo da Suécia, Jöns Bengtsson Oxenstierna e o estadista Erik Axelsson Tott tornam-se co-regentes da Suécia. O trono é então oferecido ao cristão I da Dinamarca e da Noruega.

## Nascimentos
- 18 de Janeiro - Antonio Trivulzio, bispo e cardeal italiano (m. 1508).
- 28 de Janeiro - Henrique VII, rei da Inglaterra (m. 1509).
- 13 de Fevereiro - Maria de Borgonha, Duquesa da Áustria (m. 1482).
- 02 de Fevereiro - Pedro Mártir de Anghiera, historiador espanhol (m. 1526).
- 05 de Fevereiro ou 07 de Setembro - Stefana Quinzani, religiosa italiana (m. 1530).
- 01 de Maio - Wigand Gerstenberg, cronista alemão (m. 1522).
- 27 de Maio - Bernhard Adelmann von Adelmannsfelden, humanista alemão (m. 1523).
- 21 de Setembro - Jadwiga Jagiellon, esposa de Jorge, O Rico (m. 1505).
- 30 de Outubro - Simone del Pollaiolo, arquiteto floretino, conhecido como "il Cronaca" (m. 1508).
- 16 de Novembro - Beatriz de Aragão, Rainha da Hungria (m. 1508).
- 22 de Novembro - Jacob Obrecht, compositor holandês (m. 1505).
- João II de Ribagorza, foi conde de Ribagorza e Vice-rei de Nápoles, m. 1528).
- Sébastian Brant - poeta e humanista alemão m. 1521).

## Mortes
- 12 de Janeiro - Pietro del Monte, jurista, humanista e bispo italiano (n. 1390).
- 25 de Janeiro - Heinrich IV. von Rosenberg, nobre e governador da Alta Lusácia (n. 1427).
- 05 de Fevereiro - Rolando, O Magnífico, condottiero e político italiano (n. 1393).
- 15 de Fevereiro - Emanuele Appiano, Príncipe de Piombino (n. 1380).
- 14 de Março - Jingtai, Imperador da China (n. 1428).
- 16 de Março - László Hunyadi, chefe de estado húngaro (n. 1433).
- 17 de Abril - Vartislau IX, Duque de Pomerânia-Wolgast, filho de Barnim VI (1365-1405) (n. 1400).
- 28 de Abril - Bartolomeo Visconti, Bispo de Novara (n. 1402).
- 22 de Maio - Santa Rita de Cássia, religiosa italiana (n. 1381).
- 29 de Maio - Johann Schleeter, Arcebispo de Colônia, Alemanha.
- 01 de Julho - Rinaldo Piscicello, cardeal italiano (n. 1415).
- 27 de Julho - Gentile Brancaleoni, Condessa della Massa Trabaria, esposa de Frederico de Montefeltro, Duque de Urbino (1422-1482) (n. 1416).
- 31 de Julho - Bohuslaus von Zwole, Arcebispo de Olmütz.
- 01 de Agosto - Gauarshad, imperador timúrida de Herāt (n. c1378).
- 01 de Agosto - Lorenzo Valla, humanista e filólogo italiano (n. 1407).
- 19 de Agosto - Andrea del Castagno, pintor italiano (n. 1421).
- 12 de Setembro - Gabriele Sforza, arcebispo católico italiano  (n. 1423).
- 06 de Outubro - Marco di Bartolomeo Rustici, ourives e miniaturista italiano (n. 1392).
- 07 de Outubro - João de Coimbra, Príncipe de Antioquia ,  (n. 1431).
- 24 de Outubro - Margarete de Baden (n. 1431).
- Novembro - Bartolomeo Facio, humanista e historiador italiano (n. 1400).
- 01 de Novembro - Francesco Foscari, 65º doge de Veneza (n. 1373).
- 03 de Novembro - Ludwig II. von Württemberg-Urach, Conde de Württemberg de 1450 a 1457 (n. 1439).
- 23 de Novembro - Ladislau, O Póstumo, Rei da Boêmia (n. 1440).